# Alberto Arbasino
Nino Alberto Arbasino (Voghera, 22 gennaio 1930 – Milano, 22 marzo 2020) è stato uno scrittore, giornalista, poeta, critico teatrale e politico italiano.
Tra i protagonisti del Gruppo 63, la sua produzione letteraria ha spaziato dal romanzo (Fratelli d'Italia del 1963, riscritto nel 1976 e nel 1993) alla saggistica (ad esempio Un paese senza, 1980). Si considerava uno scrittore espressionista, e considerava Super Eliogabalo il suo libro più surrealista e anche quello più espressionista: «soprattutto per le descrizioni dei luoghi, che sono sempre onirici e deliranti».

## Biografia
(Alberto Arbasino)
Figlio di Edoardo e Gina Manusardi, aveva due fratelli maggiori: Mario e Massimo, mancato in giovane età. Studia al Regio Liceo-Ginnasio Grattoni di Voghera. Nel 1948 si iscrive alla facoltà di Medicina dell'Università degli Studi di Pavia e viene ammesso al Collegio Cairoli. Passa alla facoltà di Giurisprudenza dell'Università Statale di Milano nel 1951, attirato dalla carriera diplomatica. Nel 1955 si laurea in Giurisprudenza, con relatore Roberto Ago, di cui diventa assistente. Si fa conoscere al pubblico con alcuni scritti pubblicati su riviste come L'Illustrazione Italiana, Officina e Paragone che nel 1955 gli pubblica uno dei suoi primi racconti, Destino d'estate. In esso si rintracciano alcuni temi ricorrenti nell'opera di Arbasino: la provincia italiana del periodo post-bellico chiusa nel suo mondo ristretto e la critica della società pettegola e chiusa delle ville e dei salotti.
Nella primavera del 1956 passa un trimestre di studio in Francia a Sciences Po. Nel 1957 si trasferisce a Roma, sempre col professor Ago, alla facoltà di Scienze Politiche della Sapienza. Da scrittore esordiente, ebbe come curatore Italo Calvino nel 1957. I suoi primi racconti, inizialmente pubblicati su riviste, sono stati poi raccolti in Le piccole vacanze e L'Anonimo lombardo. Nell'estate 1959 passa alcune settimane all'università Harvard come borsista della Political Section. Nel 1960 esce a puntate su Il Mondo, La bella di Lodi che l'anno successivo adatta per il cinema insieme a Mario Missiroli. Nel maggio 1963 esce per Feltrinelli Fratelli d'Italia. Nel 1965 abbandona la carriera universitaria per dedicarsi a tempo pieno alla scrittura. Nel 1967 inizia la collaborazione con il Corriere della Sera, terminata poi con la direzione di Giovanni Spadolini.
Nell'ottobre 1969 esce Super Eliogabalo che viene accolto dal pubblico e dalla critica in modo discorde.
Nel gennaio 1976 inizia la collaborazione col quotidiano La Repubblica. Nel corso del 1977 conduce su Rai 2 il programma Match. Nel 1980 riceve l'Ambrogino d'oro del Comune di Milano dal sindaco Tognoli. A marzo 1985 pubblica per Garzanti Il meraviglioso, anzi.
Nel 1993 viene ripubblicato, ampiamente riscritto, Fratelli d'Italia, questa volta da Adelphi, iniziando così una prolifica collaborazione con la casa editrice milanese. Nel settembre 2001 Feltrinelli pubblica i versi di Rap!.
Nel 2004 gli è assegnato il Premio Chiara alla carriera. Era solito rivedere e riscrivere le sue opere, pertanto quasi tutte sono state ripubblicate in edizioni aggiornate. Nel 2009 escono due volumi antologici che riprendono l'opera con cronologia e storia editoriale, ricostruite da Raffaele Manica ne «I Meridiani» di Mondadori.

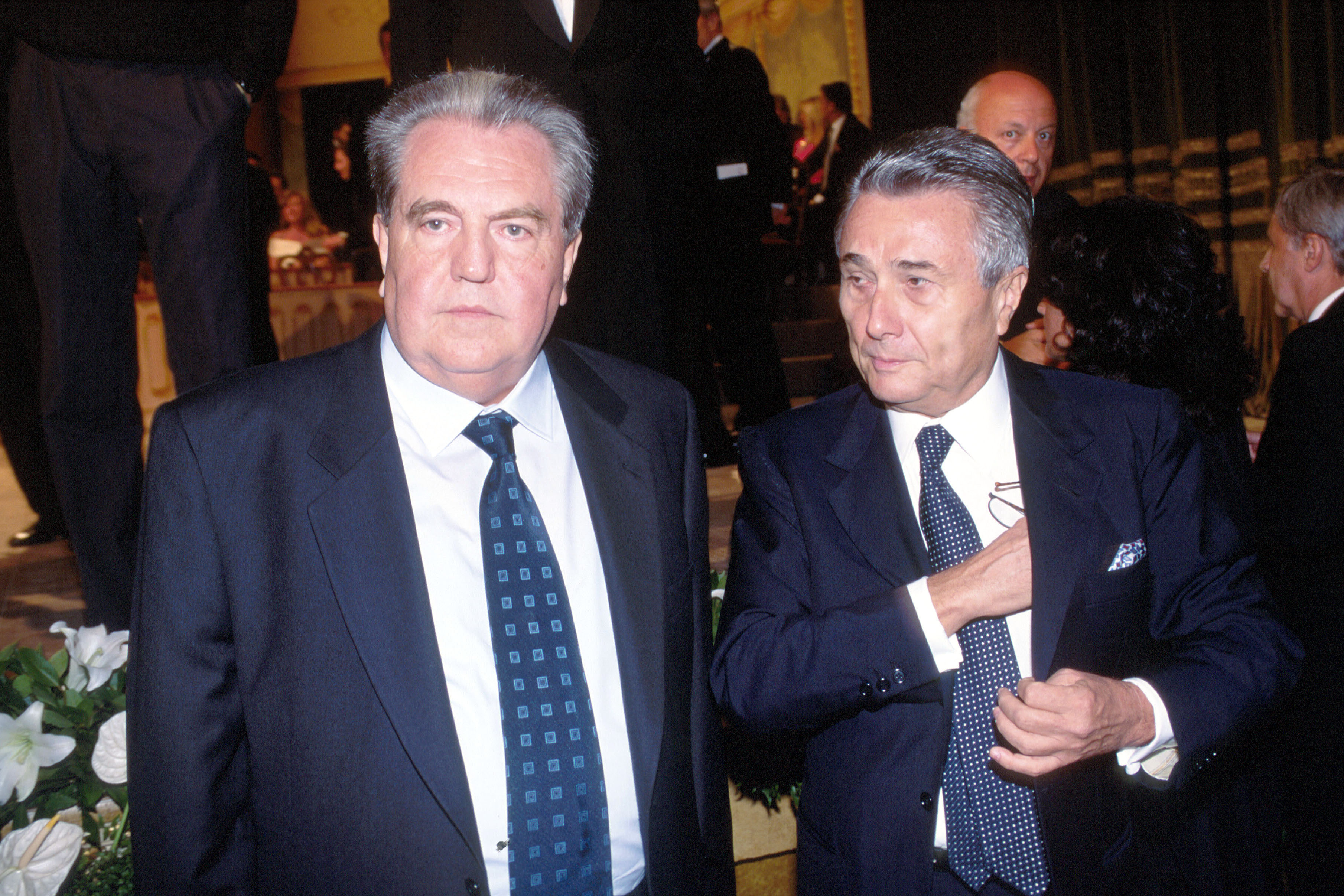
Con Giuseppe Pontiggia in occasione del Premio Campiello del 1994.

Il 10 settembre 2011 abbandona la cerimonia del premio letterario Boccaccio (tenuto a Certaldo) prima ancora della conclusione, affermando: "Sono qui da due giorni a sentire fanfaluche e convenevoli. Io questo premio non lo voglio, tenetevelo, me ne vado". Nel 2012 è insignito del Premio Scanno per la letteratura. Nel 2013 riceve il Premio Campiello alla carriera. Nel 2014 è insignito del premio del Vittoriale degli Italiani; nel corso della cerimonia di premiazione dichiara: «Non so se qualche anno fa avrei accettato questo premio, oggi sono orgoglioso di riceverlo».

### Attività politica
Fu deputato al Parlamento italiano come indipendente per il Partito Repubblicano Italiano fra il 1983 e il 1987.

### Morte
Muore a Milano il 22 marzo 2020, all'età di 90 anni.

## Estetica
Romanziere sofisticato e sperimentale, con trame estremamente rarefatte, lunghe digressioni metaletterarie e letterarie in molte lingue, giornalista di costume, critico teatrale e musicale, intellettuale. Raffaele Manica, nell'introduzione al Meridiano a lui dedicato, scrisse: “Nell'idea di romanzo di Arbasino le citazioni sostituiscono l'intreccio o l'avventura del romanzo tradizionale: sono altre avventure verso altri mondi noti o meno noti o ignoti”.
Grande estimatore di Gadda, ne analizzò la scrittura nei saggi Genius Loci, in I nipotini dell'ingegnere (1960), in Sessanta posizioni, in L'ingegnere e i poeti: Colloquio con C. E. Gadda e in L'ingegnere in blu, col quale vinse l'anti-premio Pen Club nel 2008. Arbasino è inoltre il padre delle espressioni: "Casalinga di Voghera" e "Gita a Chiasso".
Pregevole inoltre la sua produzione come autore di libri di viaggio.
Di lui è stato anche detto che è erede della tradizione illuministica lombarda, quella di Giuseppe Parini, per il valore civile dei suoi interventi pubblici. Gran parte della sua produzione giornalistica trovò spazio sulle colonne di Repubblica. È stato definito un «modernista conservatore». Molti suoi scritti risultano caratterizzati argomentativamente da un buon senso spesso condivisibile ma talora appesantito da boutade "moralisteggianti".

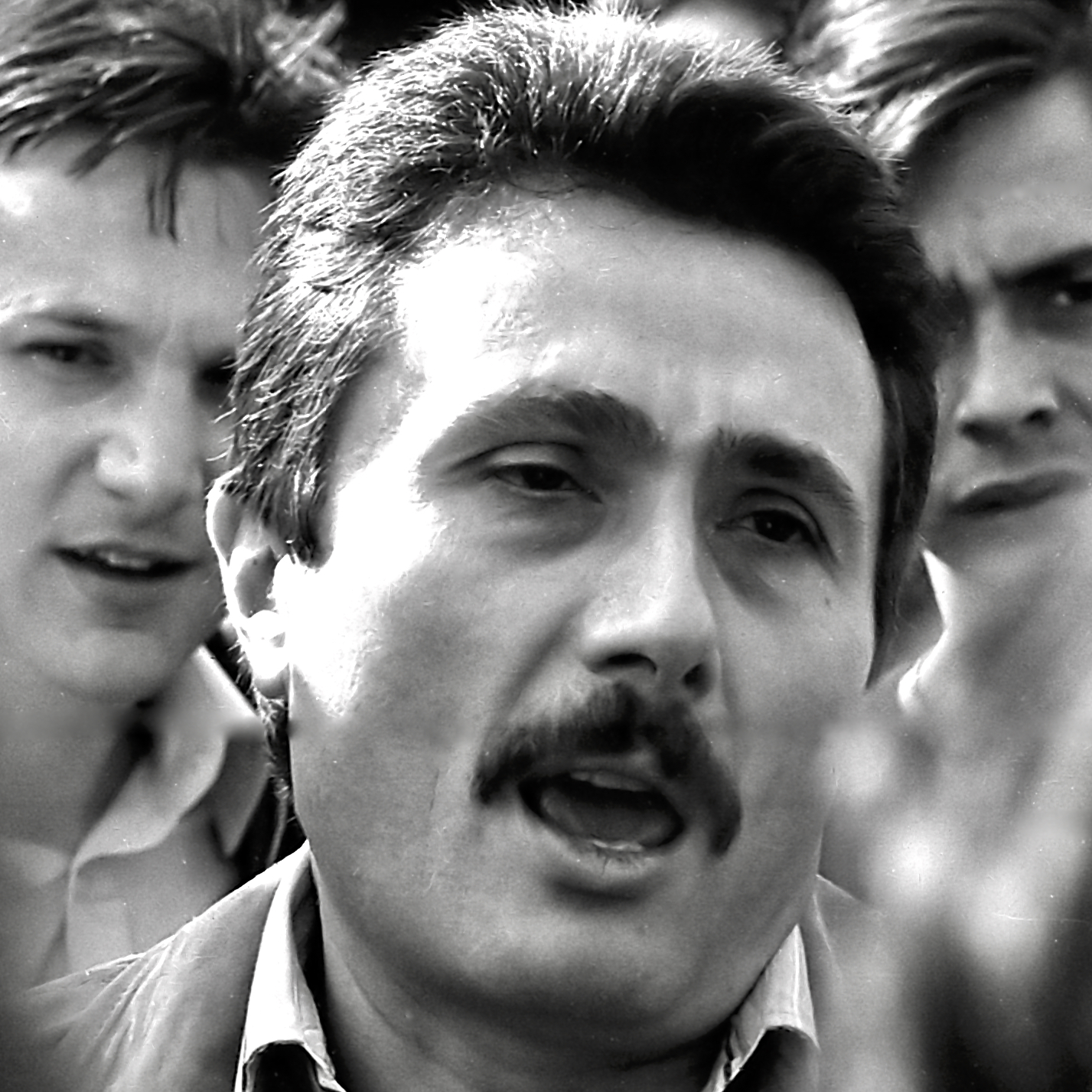
Alberto Arbasino nel 1976 a Orvieto

## Polemiche
- Seppur omosessuale dichiarato, nel 2000, durante le giornate del World Pride a Roma, criticò duramente quelle manifestazioni, arrivando a definirle "l'orgoglio del sedere".[22][23]

## Archivio
Nel giugno 1996 Alberto Arbasino donò all'Archivio contemporaneo "Alessandro Bonsanti", conservato presso il Gabinetto Vieusseux a Firenze, gli appunti avuti alla fine degli anni Sessanta da Harold Acton, contenenti una vivace descrizione del gruppo di inglesi-fiorentini poi utilizzata dallo scrittore lombardo per la stesure delle Due orfanelle, che sarebbe stato dato alle stampe nel 1968.
Il fondo Alberto Arbasino, contenente testi autografi di Arbasino che ne documentano l'intera opera (narrativa, teatrale, poetica, saggistica) e parte del suo epistolario, è conservato presso il Centro di ricerca sulla tradizione manoscritta di autori moderni e contemporanei dell'Università degli Studi di Pavia.

## Opere

### Romanzi e racconti
- Le piccole vacanze, Einaudi, Torino, 1957 («I coralli» n. 83, pp. 201; prima edizione); ivi, 1971 («Nuovi coralli» n. 5, pp. 261; ISBN 88-06-31658-3; seconda edizione); Adelphi, Milano, 2007 («Gli Adelphi» n. 308, pp. 245; ISBN 978-88-459-2182-7; terza edizione)
- L'Anonimo lombardo, Feltrinelli, Milano, 1959 («Biblioteca di letteratura. I contemporanei» n. 11, pp. 569; comprende Il ragazzo perduto, prima versione de L'Anonimo lombardo, e altri racconti); Feltrinelli, Milano, 1966 («I narratori» n. 83, pp. 219; prima edizione de L'Anonimo lombardo come romanzo singolo); Einaudi, Torino, 1973 («Nuovi coralli» n. 56, pp. 208; ISBN 88-06-37002-2); Adelphi, Milano, 1996 («Biblioteca» n. 320, pp. 205; ISBN 88-459-1219-1;  recensione.); UTET, Torino, 2007 («Premio strega», pp. 256; con prefazione di Raffaele Manica; ISBN 88-02-07491-7)
- Fratelli d'Italia, Feltrinelli, Milano, 1963 («I narratori» n. 24, pp. 532); Feltrinelli, Milano, 1967 («Gli astri» n. 18, pp. 536; con modifiche all'ultimo capitolo); Einaudi, Torino, 1976 («Gli struzzi» n. 110, pp. 663; ISBN 88-06-25106-6; seconda edizione ampliata); Adelphi, Milano, 1993 («Biblioteca» n. 274, pp. 1371; ISBN 88-459-1000-8; terza edizione ulteriormente ampliata, Premio Selezione Campiello[26]
- La narcisata, in La narcisata e La controra: due storie romane, Feltrinelli, Milano, 1964 («Le comete» n. 33, pp. 143); La narcisata, Einaudi, Torino, 1975 («Nuovi coralli» n. 121, pp. 127; ISBN 88-06-42234-0)
- Super Eliogabalo, Feltrinelli, Milano, 1969 («I narratori» n. 159, pp. 322); Einaudi, Torino, 1978 («Gli struzzi» n. 170, pp. 351; ISBN 88-06-10603-1; seconda edizione ampliata); Adelphi, Milano, 2001 («Fabula» n. 132, pp. 406; ISBN 88-459-1597-2)
- Il principe costante, Einaudi, 1972 («I coralli» n. 282, pp. 136; ISBN 88-06-34892-2)
- La bella di Lodi; Einaudi, Torino, 1972 («Supercoralli», pp. 166; ISBN 88-06-33183-3); Premio Selezione Campiello[26] Adelphi, Milano, 2001 («Gli Adelphi» n. 215, pp. 168; ISBN 88-459-1731-2)
  - dalla prima versione, pubblicata come racconto su "Il Mondo" (1960) è stato tratto il film di Mario Missiroli, La bella di Lodi (1963)
- Specchio delle mie brame, Einaudi, Torino, 1974 («I coralli» n. 301, pp. 137); Einaudi, Torino, 1975 («Nuovi coralli» n. 108, pp. 137; ristampa); Adelphi, Milano, 1995 («Fabula» n. 87, pp. 169; ISBN 88-459-1127-6; seconda edizione)
- Luisa col vestito di carta, illustrazioni di Giosetta Fioroni, Emme edizioni, Milano, 1978

### Saggi
- Parigi o cara, Feltrinelli, Milano, 1960 («Biblioteca di letteratura. I contemporanei» n. 20, pp. 751); Adelphi, Milano, 1995 («Piccola biblioteca» n. 359, pp. 311; ISBN 88-459-1177-2)
- Certi romanzi, Feltrinelli, Milano, 1964 («Materiali» n. 2, pp. 197); Certi romanzi seguito da La Belle Epoque per le scuole, Einaudi, Torino, 1977 («Gli struzzi» n. 147, pp. 389; ISBN 88-06-09563-3)
- Grazie per le magnifiche rose, Milano: Feltrinelli, 1966 («Materiali» n. 6, pp. 525)
- La maleducazione teatrale: strutturalismo e drammaturgia, Feltrinelli, Milano, 1966 («Materiali» n. 9, pp. 173)
- Off-Off, Feltrinelli, Milano, 1968 («Materiali» n. 16, pp. 295)
- Due orfanelle: Venezia e Firenze, Feltrinelli, Milano, 1968 (pp. 108)
- Sessanta posizioni, Feltrinelli, Milano, 1971 («I fatti e le idee» n. 208, pp. 484)
- I Turchi: Codex Vindobonensis 8626, Franco Maria Ricci, Parma, 1971 («I segni dell'uomo» n. 11, pp. 200; con introduzione di Franz Unterkircher)
- Fantasmi italiani, Cooperativa scrittori, Roma, 1977 («Gulliver» n. 8, pp. 430)
- In questo Stato, Garzanti, Milano, 1978 («Memorie e documenti», pp. 188; ISBN 88-11-73946-2)
- Un paese senza, Garzanti, Milano, 1980 («Saggi blu», pp. 353); Garzanti, Milano, 1990 («Gli elefanti», pp. 475; ISBN 88-11-67405-0; seconda edizione)
- Trans-Pacific Express. Dieci viaggi in dieci paesi d'Oriente - lungo i percorsi che voltano le spalle alla Storia per scappare nella Geografia, Garzanti, Milano, 1981 («Saggi blu. Scacco giallo», pp. 220; ISBN 88-11-59908-3)
- Il meraviglioso, anzi, Garzanti, Milano, 1985 («Saggi blu», pp. 414; ISBN 88-11-59921-0)
- I viaggi perduti, Bompiani per Alinari, Milano, 1986 («La fotografia vista da», pp. 190; a cura di Daniela Palazzoli; Catalogo di mostra dei fratelli Alinari)
- La caduta dei tiranni, Sellerio, Palermo, 1990 («La diagonale» n. 52, pp. 80; ISBN 88-389-0642-4)
- Mekong, Adelphi, Milano, 1994 («Piccola biblioteca» n. 335, pp. 112; ISBN 88-459-1081-4)
- Passeggiando tra i draghi addormentati, Adelphi, Milano, 1997 («Piccola biblioteca» n. 399, pp. 271; ISBN 88-459-1334-1)
- Lettere da Londra, Adelphi, Milano, 1997 («Piccola biblioteca» n. 386, pp. 382; ISBN 88-459-1278-7)
- Paesaggi italiani con zombi, Adelphi, Milano, 1998 («Piccola biblioteca» n. 419, pp. 403; ISBN 88-459-1404-6)
- Le muse a Los Angeles, Adelphi, Milano, 2000 («Piccola biblioteca» n. 441, pp. 286; ISBN 88-459-1511-5)
- Marescialle e libertini, Adelphi, Milano, 2004 («Biblioteca» n. 464, pp. 479; ISBN 88-459-1910-2; vincitore del Premio Viareggio)[27]
- Dall'Ellade a Bisanzio, Adelphi, Milano, 2006 («Piccola biblioteca» n. 536, pp. 164; ISBN 88-459-2030-5)
- Su Correggio, Electa, Torino, 2008 («Pesci rossi», pp. 78; ISBN 978-88-370-6064-0)
- L'Ingegnere in blu, Adelphi, Milano, 2008 («Piccola biblioteca» n. 565, pp. 186; ISBN 978-88-459-2240-4; su Carlo Emilio Gadda)
- La vita bassa, Adelphi, Milano, 2008 («Biblioteca minima» n. 29, pp. 113; ISBN 978-88-459-2331-9)
- America amore, Milano: Adelphi, 2011 («Gli Adelphi» n. 385, pp. 867; ISBN 978-88-459-2561-0)
- Pensieri selvaggi a Buenos Aires, Milano: Adelphi, 2012 («Gli Adelphi» n. 418, pp. 125; ISBN 978-88-459-2726-3)
- Ritratti italiani, Milano: Adelphi, 2014 («Biblioteca Adelphi» n. 622, pp. 552; ISBN 978-88-459-2882-6) Premio Procida-Isola di Arturo-Elsa Morante[28]
- Ritratti e immagini, Milano: Adelphi, 2016 («Biblioteca Adelphi» n.660, pp. 353; ISBN 978-88-459-3122-2)

### Interventi critici
- Prefazione a Franz von Bayros, Il giardino di Afrodite, Sugar, Milano, 1973
- Introduzione a Ivy Compton-Burnett, Più donne che uomini, Longanesi, Milano, 1974 («Grande libraria» n. 1); Guanda, Parma, 1994 («Narratori della fenice»; ISBN 88-7746-608-1)
- Introduzione a Oscar Wilde, Salomé, Rizzoli, Milano 1974 («I grandi libri illustrati, BUR», n.1); ivi, 1980 («BUR» n. 243); ivi, 1991 («Super classici» n. 33; ISBN 88-17-15133-5)
- Introduzione a Carlo Dossi, Vita di Alberto Pisani, Einaudi, Torino, 1976 («Centopagine» n. 44)
- Presentazione a Jorge Luis Borges, Antologia personale, Longanesi, Milano, 1979 («Biblioteca» n. 7)
- Introduzione e scelta di Carlo Dossi, Opere, Istituto poligrafico e zecca dello stato, Roma, 1999 («Cento libri per mille anni», pp. XXIII)
- Saggio critico in Truman Capote, Romanzi e racconti, Mondadori, Milano, 1999 («I Meridiani»; ISBN 978-88-04-45809-8)
- Prefazione a Cesare Brandi, Budda sorride, Editori Riuniti, Roma, 2001 (ISBN 88-359-5023-6)
- Introduzione a Henry James, Il carteggio Aspern, La biblioteca di Repubblica, Roma, 2011 (''I grandi della narrativa'', n. 9)

### Poesia
- Matinée: un concerto di poesia 1943-1983, Garzanti, Milano, 1983 («Saggi blu», pp. 259; ISBN 88-11-59907-5)
- Rap!, Feltrinelli, Milano, 2001 («Super UE» n. 4007, pp. 187; ISBN 88-07-84007-3)
- Rap 2, Feltrinelli, Milano, 2002 («Super UE» n. 4012, pp. 150; ISBN 88-07-84012-X)

### Teatro
- Amate sponde! commedia italiana, con Mario Missiroli, Collana I coralli n.297, Torino, Einaudi, 1974, pp. 133.

### Varie
- Favole su favole: fiabe e leggende, tradotte, trascritte e trasformate da Alberto Arbasino, et al.; premessa di Walter Pedullà, Lerici, Cosenza, 1975
- AA. VV. Le interviste impossibili, Bompiani, Milano 1975 (contiene le interviste impossibili di Alberto Arbasino a Ludwig II di Baviera e Giovanni Pascoli).
- AA. VV. Nuove interviste impossibili, Bompiani, Milano 1976 (contiene l'intervista impossibile di Alberto Arbasino a Giacomo Puccini).
- Raccontano se stessi, Alberto Arbasino et al., Gangemi, Roma, 2002 (Collana di libri di Lettera internazionale, n. 2); (otto scrittori commentano l'Italia e la propria fatica letteraria)

### Raccolte
- Romanzi e racconti, volume I, a cura di Raffaele Manica, Mondadori, Milano, 2009 («I Meridiani»; saggio introduttivo di Raffaele Manica, cronologia di Alberto Arbasino e Raffaele Manica; contiene: Le piccole vacanze, L'Anonimo lombardo, Fratelli d'Italia [nella versione del 1963] e Certi romanzi [nella versione del 1964]; dossier: Arbasino su Arbasino; notizie sui testi a cura di Raffaele Manica, bibliografia a cura di Alberto Arbasino e Raffaele Manica; ISBN 978-88-04-58641-8)
- Romanzi e racconti, volume II, a cura di Raffaele Manica, Mondadori, Milano, 2010 («I Meridiani»; contiene: La narcisata, Super-Eliogabalo, La bella di Lodi, Il principe costante, Specchio delle mie brame, Condizione del dolore [tratto da Fratelli d'Italia, versione del 1993], Amate sponde!, Matinée. Un concerto di poesia, La caduta dei tiranni; dossier: Arbasino su Arbasino, notizie sui testi a cura di Raffaele Manica, bibliografia a cura di Alberto Arbasino e Raffaele Manica; ISBN 978-88-04-58642-5)

## Onorificenze
- Nel 2012, l'Accademia Nazionale dei Lincei gli ha conferito il Premio Feltrinelli per la Critica dello Spettacolo.[30]